# Inserviceopleiding
Een inserviceopleiding is een opleiding die binnen een bedrijf of instelling gegeven wordt. De opleiding wordt dan vaak betaald door de werkgever en is bedrijfsgericht. Het theoretische deel van de opleiding wordt meestal verzorgd door derden.

## Verpleging
Een bekende vorm van inserviceonderwijs was die in de verpleegkunde. Tot 1997 kon men via een inserviceopleiding verpleegkundige of ziekenverzorgende worden. De laatste leerlingen studeerden in 2000 af. In een aantal ziekenhuizen is men nog langer doorgegaan met het opleiden via deze leerweg. De leerling was dan meteen in dienst van een ziekenhuis of verpleeghuis. Vaak was er de mogelijkheid om intern te wonen en kon er voor een klein bedrag een kamer worden gehuurd.
Zo bestonden de inserviceopleidingen tot A-verpleegkundige (ziekenhuis), B-verpleegkundige (psychiatrisch ziekenhuis en verslavingszorg), Z-verpleegkundige (zwakzinnigen- oftewel verstandelijkgehandicaptenzorg) en ziekenverzorgende, ZV (nu Verzorgende IG). A-verpleegkundige stond voor algemeen verpleegkundige, B stond voor bijzonder verpleegkundige en Z stond voor zwakzinnigenzorg-verpleegkundige. Gedurende de opleidingstijd betaalde de zorginstelling alle kosten en het salaris. Meestal was de leerling ook verzekerd van een baan na diplomering. Er vond een verkorting van de opleidingsduur plaats indien hij bijvoorbeeld na de -ZV de -A of -B ging doen. Er waren zelfs hele groepen die gelijk starten met mensen die elders al een zorgdiploma hadden behaald. De eerste periode werd de beroepsvoorbereidende periode (bvp) 'preklinische periode' genoemd. De leerling ontving in die periode van zeven maanden (daarvoor vier maanden) zakgeld, gevolgd door een leerlingsalaris gedurende de rest van zijn opleiding. Dit werd elk jaar verhoogd. Veelal was er een baangarantie, maar in perioden van overschot moesten gediplomeerden solliciteren naar een baan.
In tegenstelling tot de huidige zorgopleidingen vielen de opleidingen onder het ministerie van Volksgezondheid. In de jaren tachtig en negentig groeide de kritiek op de inserviceopleidingen in de verpleging. Ze zouden te veel gericht zijn op de eigen instelling. Verpleegkundigen en verzorgenden moesten breder inzetbaar worden. Sinds 1997 worden verpleegkundigen verondersteld 'breed' te zijn opgeleid in het middelbaar beroepsonderwijs en het hoger beroepsonderwijs. Er bestaan nog wel allerlei tussenvormen, deze worden vaak 'duale leerroutes' genoemd. Bij de duale vorm zijn de studenten in dienst van het ziekenhuis of de instelling en krijgen zij theoretisch onderwijs op het Regionaal opleidingencentrum (ROC) of de hogeschool.